# Villa Wolde

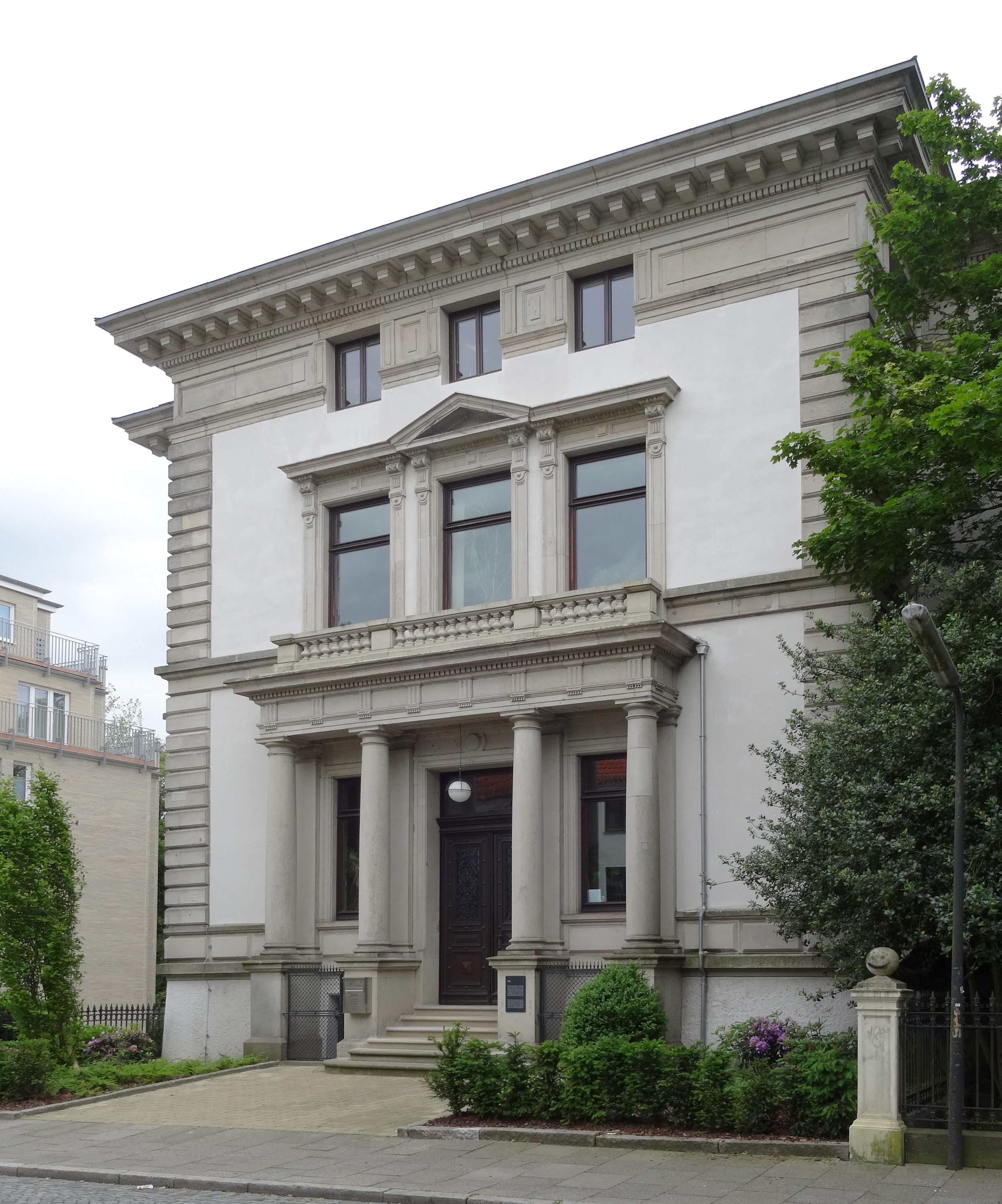
Villa Wolde, Lübecker Straße

Die Villa Wolde steht im Bremer Stadtteil Östliche Vorstadt, Osterdeich Nr. 64 bzw. Lübecker Straße.
Das Gebäude wurde 1998 als Bremer Kulturdenkmal unter Denkmalschutz gestellt.

## Geschichte

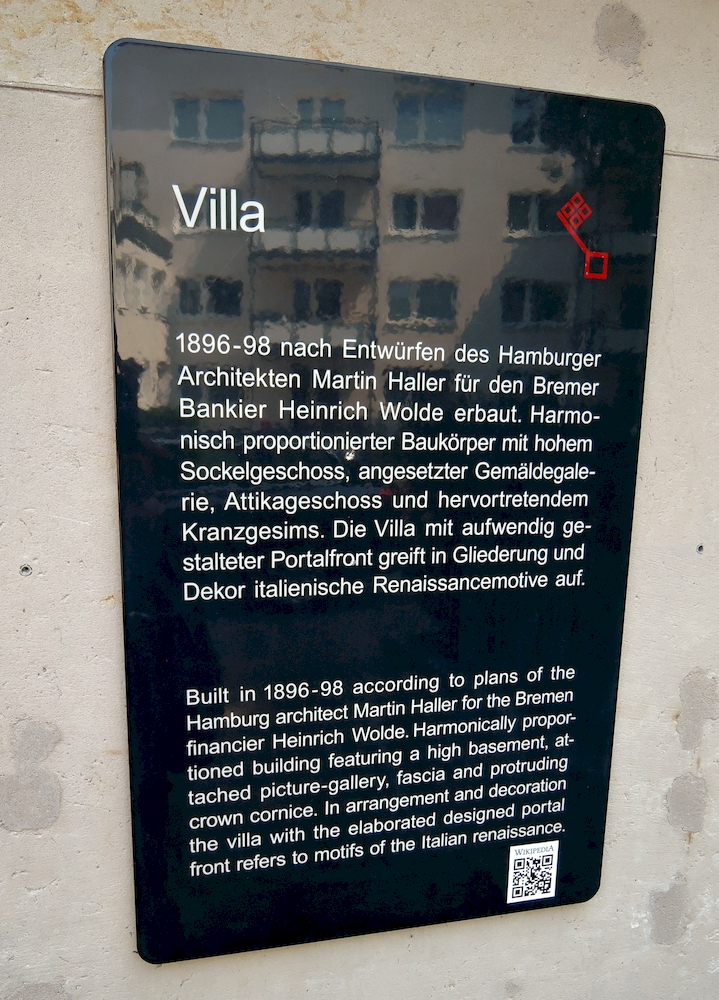
Architektur-Informationstafel

Im Auftrag des Privatbankiers Heinrich August Wolde (1853–1917) vom Bankhaus Schultze & Wolde entstand von 1896 bis 1898 in der Epoche des Historismus nach Plänen des Architekten Martin Haller aus Hamburg durch den Baumeister Diedrich Tölken die Villa Wolde. Das zwei- bis dreigeschossige neoklassizistische Wohnhaus mit einem zusätzlichen Mezzaningeschoss hat ein repräsentatives Säulenportal. Beeindruckend ist der Saal im Erdgeschoss mit seiner Stuckdecke und der teilweise erhaltenen Holzvertäfelung im Sockel.
Wolde bewohnte die Villa nur mit seiner Ehefrau und einigen Bediensteten; seine Frau lebte bis 1944 in dem Haus. Das Grundstück der Villa reichte 1898 vom Osterdeich bis zur Straße Vor dem Steintor.
Nach dem Zweiten Weltkrieg besaß die Berufsgenossenschaft Norddeutsches Holz das Gebäude bis 1997. Stefan Thews erwarb die Villa und nutzte sie nach der Sanierung ab 1998 als Sitz von Firmen  und zeitweise einem Fitnessstudio. 